# 田麟勋
田麟勋（1915年3月8日—2011年3月30日），云南鹤庆人，白族，中华人民共和国军事人物。

## 生平
田麟勋生于鹤庆县金墩乡康福村。1936年4月23日红军长征过鹤庆时参加红军，任宣传员、宣传队队长等职。1937年2月加入中国共产党。抗日战争时期，担任八路军一二〇师新三五八旅直总书记、一二〇师调东北野战干部大队政治委员等职。解放战争时期，任新四军三师十旅七十团、二十九团副政委，东北民主联军二纵队五师十四团政委，湖南省军区衡阳军分区政治部第二主任，零陵军分区副政委等职。中华人民共和国成立后，任海军驱逐舰五十一大队大队长兼政委，北海舰队司令部参谋长兼青岛卫戍区副司令员，海军旅顺基地副司令员，正军职顾问等职。1960年授大校军衔。曾入南京军事学院海军系、北京军政大学军事系就读。1980年7月离休，定居于大连海军红松岭干休所。2011年在北京逝世。